# Claudia Hart
Claudia Hart (* 1955 New York) je americká výtvarnice. Tvoří mj. počítačově generované animované imaginace (CGI). V roce 1978 dokončila studium historie umění na Newyorské univerzitě. Později studovala architekturu na Kolumbijské univerzitě (absolvovala 1984). Později pracovala jako umělecká kritička (mj. pro časopisy International Design a Artforum). Po roce 1988 začala vystavovat svá vlastní díla. Je autorkou ilustrovanýcg knih Dr. Faustie’s Guide to Real Estate Development (1987) a A Child’s Machiavelli (1989). Její dílo se nachází například ve sbírkách Muzea moderního umění, Metropolitního muzea umění v New Yorku či Muzea současného umění v San Diegu.